# 回:LABYRINTH
《回:LABYRINTH》(회:래버린스)는 대한민국의 걸 그룹 여자친구의 여덟 번째 미니 음반이다. 타이틀 곡은 〈교차로 (Crossroads)〉로, 2020년 2월 3일 카카오M에서 발매되었다. 〈교차로 (Crossroads)〉와 〈Labyrinth〉의 일본어 곡이 실린 디지털 싱글 〈回:LABYRINTH ~Crossroads~〉가 2020년 10월 14일에 일본에서 발매되었다.

## 개요
전 음반 《FEVER SEASON》 이후로 7개월 만에 대한민국에서 발매되는 음반으로, ‘回(회) 시리즈’의 첫 번째 음반이다. 2019년 7월 29일에 쏘스뮤직이 빅히트 엔터테인먼트에 인수되어 하위 레이블이 된 후, 방시혁은 《타임》에서 “쏘스뮤직의 여자친구는 지금까지 훌륭한 콘텐츠를 내놓아 왔다. 이제부터는 스토리라인과 콘셉트 등을 가다듬고 구체화해서 여자친구가 다음 프로젝트에서 새로운 스타일을 보여주더라도 그것이 이해되도록 할 것이다.”라고 밝혔다. 이를 뒷받침하듯 쏘스뮤직의 피인수 이후 여자친구가 처음 발매하는 이 음반에 앞서 여러 뮤직 비디오를 편집한 영상인 〈A Tale of the Glass Bead : Previous Story〉가 공개됨으로써 뮤직 비디오의 연관성과 줄거리가 제시되었고, 음반 자체에도 빅히트 엔터테인먼트의 많은 지원이 있었다. Crossroads, Room, Twisted 등 세 가지 버전으로 발매되었다.
타이틀 곡인 〈교차로 (Crossroads)〉는 소녀가 성장하며 맞닥뜨린 선택의 순간에서, 현재에 머무를지 앞으로 나아갈지 고민하는 감정을 다루고 있다. 이 노래와 함께 본 음반에 실린 여섯 곡은 한 소녀를 주인공으로 하여 모두 서사가 이어진다.

## 발매 과정
2020년 1월 1일 네이버 NOW의 인터넷 라디오 프로그램 《6시 5분 전》에서 여자친구가 2월 3일에 컴백한다는 확인되지 않은 언급이 있었고, 여자친구의 데뷔 5주년을 맞이한 2020년 1월 16일 쏘스뮤직은 공식 팬 커뮤니티 플랫폼인 위버스를 통하여 2월 3일에 미니 음반 《回:LABYRINTH》가 발매된다고 밝혔다. 1월 20일, 미로를 형상화한 새 로고가 입체 형상으로 그려진 컴백 타임 테이블이 공개되었고, 음반의 예약 판매가 개시되면서 음반이 세 가지 버전으로 발매됨이 밝혀졌다.
1월 21일에는 컴백에 앞서 여자친구가 발매한 종전의 타이틀 곡 뮤직 비디오들의 장면을 모아 만든 〈A Tale of the Glass Bead : Previous Story〉가 공개되었다. 각기 다른 능력을 지닌 여자친구 멤버들이 서로의 능력을 질투하여 돌아올 수 없는 길을 가게 되자, 모든 것을 제자리로 돌리고 싶다는 마음을 자각하는 것이 영상의 주된 내용이다. 이 영상은 여자친구의 뮤직 비디오에 담긴 서사에 대하여 회사가 처음으로 공개한 공식적인 해석이라는 점에서 관심을 모았다. 다음날인 22일에는 총 여섯 곡이 실린 트랙 리스트가 공개되면서 타이틀 곡이 〈교차로 (Crossroads)〉로 확정되었다.
콘셉트 사진은 1월 27일부터 사흘 간 공개되었다. 처음으로 공개된 Crossroads 버전의 사진은 쓸쓸한 분위기로, 두 가지 배경에서 촬영되었다. 검은 옷을 입은 멤버들은 기찻길 위에 서 같은 곳을 바라보기도 하고, 갈대밭에 함께 있지만 서로 다른 방향을 응시하기도 한다. 다음으로 공개된 Room 버전의 사진에서는 멤버들이 방 안에서 쓸쓸한 표정을 짓고 있다. 마지막으로 Twisted 버전의 사진에서는 멤버들이 하얀 배경에서 엉킨 채 이어진 여러 색의 털실을 든 모습이 공개되었다.
1월 30일, 타이틀 곡 〈교차로 (Crossroads)〉의 뮤직 비디오 티저 영상이 공개되었다. 영상에는 가사 중 일부인 ‘내가 널 찾을게 그때 다시 너에게로’가 포함되었고, 멤버들이 함께 있는 장면과 떨어져 있는 장면이 교차하면서 뮤직 비디오 줄거리에 대한 기대감을 높였다. 끝으로 음반 발매를 사흘 앞둔 1월 31일, 전곡의 하이라이트 메들리가 공개되었다.

## 평가
이즘의 황인호는 현악기가 중심을 이루고 보컬이 화음을 쌓은 곡에, 격렬한 안무와 아련한 가사가 함께하는 것이 여자친구의 특징으로, 〈교차로〉도 크게 보면 이를 벗어나지 않는다고 보았다. 그러나 자세히 보면, 곡의 도입부에 삽입된 피아노 연주는 마지막 부분까지 이어지면서 극적인 분위기를 내고, 변화를 두려워하면서 과거를 그리워하는 가사의 이면에는 화자의 주체적인 태도가 자리잡은 등, 〈교차로〉는 여자친구의 특색을 가장 잘 지킴으로써 완성된 곡이라고 평가하였다.
이즘의 황선업은 영미 팝의 유행을 좇고 비한국인 작곡가가 참여하면서 무국적적이고 몰개성적으로 변모한 케이팝 신에서, 여자친구는 한국인 작곡가인 이기용배 및 노주환-이원종과 꾸준히 합을 맞추며 팀의 색깔을 만들었고, 〈교차로〉는 그와 같이 완성되어 온 여자친구의 정체성을 선명하게 드러낸다고 평가하였다. 애상적인 〈Here We Are〉, 신시사이저 소리로 밤의 분위기를 내는 〈Dreamcatcher〉, 진솔한 목소리로 다가오는 〈From Me〉는 그러한 색채를 뒷받침하는 한편, EDM과 록을 합한 역동적인 〈Labyrinth〉와 탱고와 팝을 합한 〈지금 만나러 갑니다〉와 같은 여자친구에게는 낯선 곡을 더함으로써 음악적으로 균형 잡힌 음반이 완성되었다고 말하였다.
아이돌로지의 랜디는 여자친구의 기존 타이틀 곡이 1990년대 J-rock의 영향을 받은 일본 애니메이션 음악과 유사한 감성을 냈다고 전제하면서, 기존의 곡에서는 MIDI로 합성한 드럼 소리가 애니메이션 음악의 파스티슈와 같은 분위기를 냈다면, 〈교차로〉는 드럼을 시작으로 실제 악기의 비중이 늘고 믹싱도 한결 부드러워졌다고 분석하였다. 그는 〈밤〉, 〈해야〉, 〈교차로〉가 록을 기반으로 더해진 현악기 소리, 복잡한 전조 등에서 칸노 요코가 작곡하고 사카모토 마아야가 부른 〈플라티나〉로부터 음악적 영향을 받았을 것이라고 보면서도, 〈플라티나〉와 달리 애달픈 감정을 중심으로 짜이고 ‘갈림길에서 헤매는 이미지’를 덧입음으로써 〈교차로〉는 〈밤〉이나 〈해야〉보다도 더욱 풍성하고 복잡한 곡이 되었다고 논하였다. 이를 통하여, ‘파워청순’이라는 수식어로 깊은 이해 없이 설명되었던 여자친구의 성장을 보여 줄 수 있다고 평가하였다.

## 수록 내용
| #            | 제목                             | 작사                                      | 작곡                                                                 | 편곡  | 재생 시간 |
| ------------ | -------------------------------- | ----------------------------------------- | -------------------------------------------------------------------- | ----- | --------- |
| 1.           | 〈Labyrinth〉                    | 방시혁, 조윤경, 노주환, ADORA, Sophia Pae | 노주환, 이원종, 김정우, FRANTS, Sophia Pae, Carlos K., ADORA, 김연서 | 3:21  |           |
| 2.           | 〈교차로 (Crossroads)〉          | 노주환                                    | 노주환, 이원종                                                       | 3:23  |           |
| 3.           | 〈Here We Are〉                  | 정호현(e.one)                             | 정호현(e.one)                                                        | 3:27  |           |
| 4.           | 〈지금 만나러 갑니다 (Eclipse)〉 | SCORE(13), MEGATONE(13), DOOR(13)         | SCORE(13), MEGATONE(13), DOOR(13)                                    | 3:25  |           |
| 5.           | 〈Dreamcatcher〉                 | 김연서, 다운, 밍지션                      | 김연서, 다운, 밍지션                                                 | 3:18  |           |
| 6.           | 〈From Me〉                      | 노주환, Jeina Choi, 방시혁                | 노주환, 이원종                                                       | 3:41  |           |
| 총 재생 시간 | 총 재생 시간                     | 총 재생 시간                              | 총 재생 시간                                                         | 20:35 |           |

### 일본어 버전
〈回:LABYRINTH ~Crossroads~〉는 대한민국의 걸 그룹 여자친구가 일본에서 발매하는 디지털 싱글이다. 2020년 10월 14일 킹레코드를 통해서 발매되었다.
| #  | 제목                     | 작곡                                                          | 편곡 | 재생 시간 |
| -- | ------------------------ | ------------------------------------------------------------- | ---- | --------- |
| 1. | 〈Crossroads -JP ver.-〉 | 노주환 이원종                                                 |      |           |
| 2. | 〈Labyrinth -JP ver.-〉  | 노주환 이원종 김정우 FRANTS Sophia Pae Carlos K. ADORA 김연서 |      |           |

## 차트
| 차트 (2020)                 | 최고 순위 |
| --------------------------- | --------- |
| 대한민국 (가온 차트 ‘주간’) | 1         |
| 대한민국 (가온 차트 ‘월간’) | 4         |

## 수상

### 음악 방송
| 프로그램                 | 날짜            |
| ------------------------ | --------------- |
| SBS MTV 《더 쇼 시즌 5》 | 2020년 2월 11일 |
| SBS MTV 《더 쇼 시즌 5》 | 2020년 2월 18일 |
| Mnet 《엠카운트다운》    | 2020년 2월 13일 |
| Mnet 《엠카운트다운》    | 2020년 2월 20일 |
| KBS2 《뮤직뱅크》        | 2020년 2월 14일 |
| SBS 《인기가요》         | 2020년 2월 16일 |
| MBC MUSIC 《쇼 챔피언》  | 2020년 2월 19일 |

## 같이 보기
- 2020년 가온 앨범 차트 1위 목록